# 8676 Lully
8676 Lully (1992 CT2) là một tiểu hành tinh vành đai chính được phát hiện ngày 2 tháng 2 năm 1992 bởi E. W. Elst ở Đài thiên văn Nam Âu.